# 端末サーバ
端末サーバ（たんまつサーバ）またはターミナルサーバ（英: terminal server）は、複数の通信チャンネルを集約する専用コンピュータである。各チャンネルは双方向性であるため、複数の実体が単一のリソースに接続するモデルと、単一の実体が複数のリソースに接続するモデルがある。どちらのモデルも広く利用されている。端末サーバが提供するリソースは物理的なものも仮想的なものもある。集中型コンピューティングでは、複数のユーザーに遠隔の仮想オペレーティングシステムへのアクセスを提供する。アクセスプロバイダは、モデム経由でインターネット接続を提供する場合など、顧客への物理的接続を端末サーバを使って提供する。

## 歴史
本来、端末サーバとはRS-232デバイス群を接続する機器であり、端末やプリンターを端末サーバに接続し、そこから TCP/IP TELNET や SSH、あるいはベンダー固有のネットワークプロトコルを使って、イーサネットで他のシステムに接続していた。
初期の例としてDECの DECserver 100（1985年）、200（1986年）、300（1991年）がある。これに先立ってDECは概念実証用に DECSA Terminal Server を試験的に製品化していた。安価なフラッシュメモリが利用可能になると、DECは DECserver 700（1991年）と 900（1995年）をリリースした。これらはそれ以前の製品とは異なり、ソフトウェアをホストからダウンロードする必要がない。これらはフラッシュメモリ上のソフトウェアで TCP/IP と TELNET をサポートしていた。
他にも Spider Systems など各社が端末サーバ市場に参入した。一部業者は、DECの端末サーバ管理用コマンドまでエミュレートしていた。初期のものはホストからソフトウェアをダウンロードする必要があったが、その後はフラッシュメモリやフロッピーディスクを装備して単独でブートできるようになっていった。中には Xyplex の端末サーバのように端末サーバ同士がホスト（ソフトウェアのダウンロード元）として機能する方式もあった。また、PCMCIAのフラッシュカード上にソフトウェアを格納し、ブート時だけ挿せばよい（複数の端末サーバでカードを共用する）方式もあった。
1990年代中ごろ、USロボティクスなどが「モデム端末サーバ」を製品化した。RS-232シリアルポートを多数備えるのではなく、アナログモデムを多数内蔵したマシンである。この種の機器はインターネットサービスプロバイダがダイヤルアップ接続用によく利用した。さらに、アナログモデムではなくISDNインタフェースを集約したものも登場している。

## 最近の用法
端末サーバという用語は2006年現在、以下の3つの意味で使われている。
- コンソールサーバは、UNIXサーバ群のコンソールポートに接続するのに使われている。これにより、システムアドミニストレータがネットワーク経由でサーバ群に接続できる。遠隔からサーバをリブートする場合、ハードウェアのデバッグをする場合など、オペレーティングシステムが正常に動作していない状況での操作を遠隔から行うことができる。
- ネットワークアクセスサーバを端末サーバと呼ぶことがある。
- 集中型コンピューティング（後述）で使うサーバを端末サーバと呼ぶのが最も一般的である。

### 集中型コンピューティング
現代的な意味での集中型コンピューティングには2つのモデルがある。
1つは、端末サーバを使って複数のユーザー端末に Microsoft Windows や Linux デスクトップを提供する。この場合の端末は「シンクライアント」とも呼ばれる。
もう1つは、普通のコンピュータを一時的に端末サーバとして機能させ、インターネットなどのWANを経由して、そのデスクトップを遠隔にあるコンピュータに提供し、テレワークを実現するものである。
端末サーバのクライアントはシンクライアントと呼ばれる。テレワークモデルのソフトウェアクライアントはリモートデスクトップと呼ばれる。ただし、リモートデスクトップソフトウェアは、シンクライアントモデルでも使っている。